# Unruhen in Mali 1980
Die Unruhen in Mali waren Unruhen malischer Professoren, Lehrer, Studenten und Schüler gegen das Regime unter Moussa Traoré. Demonstrationen von Schülern und Studenten gab es seit dem Tod des vorherigen Präsidenten Modibo Keïta im Jahr 1977, sie wurden niedergeschlagen. Jedoch verschärften die zunehmende Arbeitslosigkeit, Inflationsrate und sogar der Mangel an Grundnahrungsmitteln die Lebensumstände so entscheidend, dass es eine Vielzahl an Menschen auf die Straße trieb. Dieses Verlangen nach Demokratie wurde vom Regime mit Verhaftung und Folter beantwortet. Daraufhin emigrierten circa 250 Lehrer. Die Lehrer, die im Land blieben und an den Demonstrationen teilnahmen, wurden aufs Land strafversetzt. Als Folge wurden sämtliche Schulen und etwa 70 % der Universitäten für das Schuljahr 1980/81 geschlossen. Etwa 37.000 Studenten wurden von den Abschlussprüfungen ausgeschlossen.